# Военно-воздушные силы Болгарии
Военно-воздушные силы Болгарии (болг. Военновъздушни сили) — один из трёх видов вооружённых сил Республики Болгарии.

## История

### 1906—1944
19 августа 1892 года лейтенант болгарской армии Васил Иванов Златаров во время демонстрации французского воздушного шара «La France» на международной ярмарке в Пловдиве поднялся в воздух (первым из всех военнослужащих Болгарии), а после окончания полёта составил докладную записку о возможности использования аэростатов в военных целях и стал сторонником создания воздухоплавательного отделения в болгарской армии. В 1902 году он был отправлен на учёбу в Российскую империю (став первым иностранным офицером, принятым в Учебный воздухоплавательный парк).
Всего в 1902—1904 гг. в Учебном воздухоплавательном парке русскими специалистами были обучены 7 болгарских офицеров.
В конце 1905 года Златаров разработал план, в соответствии с которым в 1906 году при инженерном батальоне болгарской армии было создано «воздухоплавательное отделение» (для которого закупили аэростат объёмом 360 м³, лебёдку, насосы и иное необходимое оборудование).
В 1912 году группа болгарских военнослужащих была направлена во Францию для обучения на пилотов и авиатехников. Также, в 1912 году в России были закуплены материалы, из которых был построен первый болгарский дирижабль «София-1» объёмом 640 м³. К началу Первой Балканской войны в составе болгарской армии был сформирован авиаотряд из 38 военнослужащих, на вооружении которого имелось три аэростата и 7 аэропланов (три немецких биплана «Albatros», три аэроплана французского производства и один британский «Bristol»).
Первое применение болгарской авиации для разведки сил противника имело место в ходе Первой Балканской войны. 16 октября 1912 года два болгарских лётчика (Радул Милков и Продан Таракчиев) совершили первый боевой вылет на немецком аэроплане «Альбатрос», сбросив бомбы на турецкие позиции.
В августе 1915 года в Болгарии был построен свой собственный первый аэроплан — «Йорданов-1».
В октябре 1915 года Болгария вступила в Первую мировую войну на стороне Центральных держав. 24 сентября 1918 года правительство Болгарии обратилось к странам Антанты с просьбой о прекращении боевых действий и 29 сентября 1918 года в городе Салоники был подписан мирный договор. В соответствии с договором, численность болгарской армии была существенно уменьшена, а военно-воздушные силы — расформированы.
4 октября 1918 года был отдан приказ о демобилизации болгарских военно-воздушных сил, в дальнейшем авиатехника и авиационное вооружение ВВС Болгарии были уничтожены под контролем сил Антанты. До 1929 года Болгарии было разрешено иметь только гражданские самолёты, мощность двигателя которых не должна была превышать 180 л.с..
В 1922 году из Веймарской республики был получен аэростат, который передали на аэродром Ямбол и использовали при подготовке артиллеристов.
Несмотря на противодействие стран Антанты, военно-политическое руководство Болгарии уже в 1920-е годы предприняло меры по восстановлению военной авиации: для обучения пилотов использовали устаревшие аэропланы «Hanriot HD.14», для создания разведывательной авиаэскадрильи были закуплены бипланы Potez XVII.
25 сентября 1925 года было создано совместное немецко-болгарское акционерное общество «Бунавад», с 1927 года начавшее авиаперевозки с использованием двух самолётов Junkers F.13.
В 1925—1926 гг. в Божуриште был построен первый авиазавод — ДАР (Държавна аеропланна работилница), на котором началось производство самолётов.
В 1931 году Болгария присоединилась к Варшавской конвенции по унификации правил, касающихся международных воздушных перевозок.
В 1930-е годы началось сближение правительственных кругов Болгарии, Германии и Италии, в том числе в сфере военного сотрудничества, которое усилилось после военного переворота 19 мая 1934 года. В этот же период из Германии и Италии начались поставки вооружения и военной техники (в том числе, авиатехники).
- так, итальянской авиастроительной компанией «Caproni» в городе Казанлык был построен авиазавод «Самолетна фабрика „Български Капрони“».
- в 1936 году крупная партия авиатехники для ВВС Болгарии была получена из Германии (12 самолётов He.45B, 12 истребителей He.51, 6 самолётов He.72B, шесть Focke-Wulf 44 и шесть Focke-Wulf 56)[9]
- в 1937 году из Германии была получена ещё одна партия авиатехники (12 истребителей Ar.65, 12 бомбардировщиков Do.11D и два самолёта Focke-Wulf 58)[10]

Кроме того, в 1938 году правительство Болгарии подписало соглашение с Польшей о приобретении партии истребителей PZL P.24B и партии лёгких бомбардировщиков PZL.43.
После оккупации Чехословакии в марте 1939 года немцы начали поставки для болгарской армии трофейной авиатехники чехословацкого производства, оставшейся на территории протектората Богемии и Моравии. В результате, к началу второй мировой войны ВВС Болгарии увеличились до 210 самолётов.
1 апреля 1941 года на военных аэродромах Болгарии были размещены немецкие расчёты зенитных орудий. В дальнейшем, в 1941 году немцы разместили на территории Болгарии восемь радаров «Freya».
В 1941 году на военном аэродроме в Пловдиве возникла антифашистская подпольная группа военнослужащих ВВС, руководителем которой являлся К. Беленский. В мае 1942 года группа (объединявшая уже свыше 20 человек) была выявлена и разгромлена болгарскими спецслужбами, по приговору военного трибунала К. Беленский был казнён, ещё 15 человек были приговорены к различным срокам тюремного заключения.
На конференции в Касабланке (14 — 24 января 1943 года) президент США Ф. Рузвельт и премьер-министр Великобритании У. Черчилль приняли решение о начале стратегических бомбардировок Болгарии с целью вывести страну из войны.
К началу сентября 1944 года на вооружении ВВС Болгарии имелось 410 самолётов немецкого, французского, чехословацкого, польского и болгарского производства (из них 267 боевых).

### 1944—1990
Осенью 1944 года, непосредственно после присоединения Болгарии к антигитлеровской коалиции, подготовка пилотов болгарских военно-воздушных сил была высокой: в течение войны болгарская авиации практически не имела потерь и целиком состояла из кадровых военных, почти у каждого из болгарских лётчиков было семь-восемь лет стажа и тысячи часов налёта.
9 сентября 1944 года эскадра болгарских ВВС (113 самолётов-разведчиков, истребителей и бомбардировщиков) начала боевые действия против немецких войск, всего с сентября по ноябрь 1944 болгарские ВВС выполнили 4000 самолёто-вылетов.
После начала боевых действий против немецких войск болгарская авиация действовала активно, она прикрывала действия наземных войск, наносила бомбовые удары и вела авиаразведку. Однако к концу войны положение болгарской авиации осложнилось в связи с дефицитом запасных частей к авиатехнике немецкого, французского, чехословацкого и польского производства.
Первые совместные занятия советских и болгарских пилотов по обмену опытом состоялись в конце сентября 1944 года на аэродроме Ямбол (командир 56-го истребительного авиаполка майор Е. Е. Тупало и его заместители майор А. В. Ермаков и майор Г. О. Петров ознакомили болгар с задачами и организационной структурой подразделений ВВС СССР, советской тактикой ведения воздушного боя и истребителем Ла-5).
Также, после 9 сентября 1944 года на вооружение военно-воздушных сил Болгарии начала поступать авиатехника советского производства. 14 марта 1945 года ГКО СССР принял постановление передать на вооружение Болгарии 344 самолёта (120 истребителей Як-9, 120 штурмовиков Ил-2 и 96 Пе-2). Поставки этой авиатехники начались после подписания 16 марта 1945 года соглашения между СССР и Болгарией.
В 1945 году из СССР были получены 150 истребителей Як-9М (но после окончания войны, в 1945—1946 гг. Болгария передала 20 из полученных истребителей Як-9М Югославии в качестве репараций), а в дальнейшем, в 1948—1950 гг. — истребители Як-9П, которые оставались на вооружении боевых частей военно-воздушных сил до 1954—1955 гг. (а на вооружении учебных частей оставались и в последующее время).
В феврале 1947 года был подписан Парижский мирный договор, в соответствии с которым численность ВВС Болгарии была ограничена 5200 человек и 90 самолётов (из которых не более 70 могли быть боевыми), ограничивалось количество обучаемых лётчиков и страна должна была выплатить репарации Югославии и Греции. Избыточную авиатехнику следовало передать странам-союзникам (СССР, США или Великобритании) или уничтожить. Поскольку договор вступал в силу 15 сентября 1947 года, с Югославией была достигнута договорённость о передаче Югославии в виде репараций излишней авиатехники ВВС Болгарии.
1 января 1948 года указом Президиума Народного собрания на аэродроме Враждебна был создан 14-й авиаполк (в состав которого передали три Ju-52, один He-111, три Fi-156, два Fw-58, один Me-108 и один Junkers W 34) — первое подразделение транспортной авиации в составе военно-воздушных сил Болгарии.
В марте 1951 года из СССР были получены реактивные Як-23.
В мае 1952 года из СССР были получены МиГ-15, позднее ещё 30 МиГ-15, 15 МиГ-15бис и 46 учебно-тренировочных МиГ-15УТИ было получено из ЧССР.
В 1960-1962 гг. году на 149-й авиаремонтной базе в г. Толбухин при содействии Научно-исследовательской базы эксплуатации и ремонта авиатехники была освоена переделка истребителей МиГ-15М в учебно-тренировочные двухместные МиГ-15УТИ. В ходе работ, кроме организации второй кабины, были полностью заменены система управления, радио- и электрическое оборудование, установлена система ОСП-48, пушки заменены одним пулеметом УБ-12,7. Первый полет машины, получившей обозначение УМиГ-15МТ, состоялся 30 сентября 1962 г. Пилотировал ее летчик-испытатель майор Иван Петков. Всего до конца 1968 г. на АРБ-149 таким образом модернизировали 21 самолет.
В сентябре 1964 года на территории Болгарии прошли совместные болгарско-советско-румынские учения, в ходе которых болгарские войска высадили тактический десант с вертолётов.
В 1965 году в стране началась разработка радиоуправляемых мишеней. В 1968 году на вооружение ВВС и ПВО были переданы первые 16 шт. мишеней РУМ-1 и РУМ-2, на основе опыта использования которых в 1969 году была создана мишень РУМ-2М, а в 1971 году - РУМ-2МБ.
В 1967 г. группа болгарских военных инженеров на базе МиГ-15 создала беспилотный самолет-мишень. В воздух его поднимал летчик, который выводил машину в район стрельб над Черным морем и катапультировался, а мишень продолжала полет на автопилоте. Если ее сбить не удавалось, через некоторое время срабатывал механизм самоликвидации. Всего были переоборудованы десять МиГ-15.
В 1972-74 гг. 22 МиГ-15бис были переделаны в «спарки» УМиГ-15бис.
В 1978 - 1982 гг. были разработаны БПЛА "Ястреб-1" (оснащённый телекамерой) и "Ястреб-2" (оснащённый системой постановки радиопомех "Сътршел").
В 1981 году в Пловдиве началось создание музея ВВС Болгарии.
В 1963—1990 годах ВВС Болгарии было получено 226 самолётов МиГ-21 десяти вариантов и модификаций, в том числе 86 машин бывших в эксплуатации.
В 1982 году началась подготовка болгарских пилотов и авиатехников для МиГ-25, в ноябре 1982 года ВВС Болгарии получили три самолёта-разведчика МиГ-25РБТ и один учебный двухместный МиГ-25РУ, из которых было сформировано звено оперативной разведки 26-го разведывательного авиаполка на авиабазе "Толбухин". С начала 1983 года началась их эксплуатация.
12 апреля 1984 года на авиабазе "Толбухин" при выполнении повторного захода на посадку в условиях сильного тумана разбился израсходовавший топливо МиГ-25РБТ (пилот успел катапультироваться).
В 1986 году на вооружение ВВС начали поступать штурмовики Су-25 и учебные самолёты L-39 (всего в 1986 - 1990 гг. были получены 36 самолётов L-39ZA и один тренажёр TL-39).

### 1990—2004
В начале 1990-х годов началось сокращение военно-воздушных сил.
В октябре 1990 года звено оперативной разведки было расформировано, а все МиГ-25 - переданы на хранение. В 1991 году они были возвращены СССР в обмен на пять истребителей-перехватчиков МиГ-23МЛД.
18 августа 1994 года транспортный авиаполк ВВС Болгарии был преобразован в 16-ю транспортную авиабазу.
24 июля 2003 года у города Разлог при тушении пожара разбился вертолёт Ми-17 ВВС Болгарии, погибли 4 человека (экипаж вертолёта и находившийся на борту сотрудник пожарной службы).
29 марта 2004 года Болгария вошла в состав НАТО.

### 2004 — 2022
В ноябре 2005 года в войска поступили шесть учебно-тренировочных самолётов Pilatus PC-9M
В 2006 году Болгария заключила с итальянской компанией «Alenia Aeronautica» контракт о приобретении пяти транспортных самолётов C-27J Spartan, однако летом 2010 года количество заказанных самолётов было уменьшено до трёх. Последний самолёт был передан ВВС Болгарии в марте 2011 года.
По состоянию на начало 2011 года, в ВВС Болгарии служило 6706 военнослужащих, ещё 260 военнослужащих служили во флотской авиации ВМС Болгарии. В октябре 2011 года был получен первый из трёх заказанных во Франции вертолётов Eurocopter AS.565MB "Panther" (два других прибыли в ноябре 2011 года).
26 апреля 2012 года в ходе учений в районе города Пловдив разбился МиГ-29УБ ВВС Болгарии.
Весной 2014 года начата полная реконструкция авиабазы Безмер по стандартам НАТО, производится строительство новой взлётно-посадочной полосы и рулёжных дорожек на 30 млн евро, выделенных из фондов НАТО. Реконструкция должна быть завершена в середине 2015 года.
В декабре 2015 года с вооружения были сняты последние МиГ-21.
9 июня 2017 года в ходе тактических учений упал в море и разбился вертолёт AS.565MB "Panther", погиб один из трёх членов экипажа.
11 июня 2018 года в районе авиабазы Крумово разбился вертолёт Ми-17 ВВС Болгарии.
26 апреля 2017 года минобороны Болгарии объявило Saab JAS 39 C/D Gripen победителем в тендере на поставку истребителей, для замены находящихся на вооружении советских истребителей МиГ-29, исходя из ценовых соображений. Конкурентами были F-16A/B Block 15 и Eurofighter Typhoon.

В январе 2019 года парламент Болгарии утвердил решение правительства о закупке американских истребителей F-16 Block 70/72, всего планируется получить шестнадцать F-16 в 2023 году, но в июле 2019 года президент страны Румен Радев наложил вето на приобретение страной этих истребителей. Контракт тем не менее был подписан и оплачен.
В 2019 году в составе ВВС насчитывалось 5,7 тыс. человек личного состава, 49 боевых самолётов, 32 вспомогательных и транспортных самолёта, 12 боевых вертолётов Ми-24, 24 вспомогательных и транспортных вертолёта, а также 34 пусковых установки ЗУР.
В период с 7 октября 2019 года до февраля 2020 года все восемь Су-25 ВВС Болгарии (шесть Су-25К и два Су-25УБК) были отремонтированы и модернизированы в Белоруссии.
9 июня 2021 года над Чёрным морем в ходе военных учений при выполнении задачи по поражению цели в ночных условиях потерял радиосвязь, исчез с радаров и разбился истребитель МиГ-29, пилот (майор В. Терзиев) погиб.

### После 24.02.2022
8 апреля 2022 года первый болгарский пилот, капитан Александр Велинов, окончил полный курс переподготовки на пилотирование самолётов F-16
5 ноября 2022 года парламент Болгарии одобрил закупку еще 4 самолётов F-16C Block 70 и четырёх F-16D Block 70 со сроком поставки 2027-2029 годы вдобавок к ранее купленным 8 самолётам F-16 Block 70 , а также дополнительное вооружение и обучение персонала на сумму 1,3 млрд долларов. Новые самолёты оснащены радаром AN/APG-83 с инструментальной дальностью 370 км (что соответствует характеристикам РЛС самолёта Су-35), устройством автоматической посадки и тд., срок эксплуатации увеличен до 12 000 часов. По сообщению производителя, самолёты для ВВС Болгарии уже находятся в сборке на заводе 
В феврале 2023 года Министерство обороны Болгарии рассматривало возможность передачи Украине 16 самолетов МиГ-29 в обмен на поставку авитехники стандартов НАТО как минимум до момента получения первых заказанных F-16 в 2025 году 
13 сентября 2024 года разбился учебно-тренировочный самолёт L-39ZA (экипаж из двух человек погиб). 15 октября 2024 года были объявлены результаты расследования (было установлено, что самолёт разбился в результате ошибочных действий пилота при выполнении элементов сложного пилотажа на малой высоте).

## Современное состояние
В 2017 году численность военно-воздушных сил составляла 5700 человек, две эскадрильи боевой авиации (тактическая истребительная и штурмовая), пять - вспомогательной (три транспортные и две учебные), а также пять зенитных ракетных дивизионов. На вооружении имелось 49 самолетов боевой и 32 вспомогательной авиации, 36 вертолетов (из них 12 ударных и 24 многоцелевых и транспортных) и 34 пусковые установки ЗУР.

### Структура
- Штаб ВВС (болг. Щаб на ВВС).
- Авиационный оперативный центр и Оперативный центр воздушного суверенитета (болг. Авиационен оперативен център с Оперативен център за въздушен суверенитет).
- Авиационная база многоцелевых тактических истребителей (болг. Авиационна база с многоцелеви тактически изтребители).
- Авиационная база боевых и транспортных вертолётов (болг. Авиационна база с бойни и транспортни вертолети).
- Авиационная база транспортных самолётов (болг. Авиационна база с транспортни самолети).
- Учебная авиационная база (болг. Учебна авиационна база).
- Авиационная база передново базирование (болг. База за предно разполагане).
- Зенитно-ракетная бригада (болг. Зенитно-ракетна бригада).
- Радиотехнический полк (болг. Радиотехнически полк).
- Военно-воздушная учебная база (болг. Военновъздушна учебна база).
- Подразделения боевой поддержки и материально-технического обеспечения (болг. Подразделения за бойна поддръжка и логистично осигуряване).

## Пункты базирования
- Авиабаза Граф Игнатиево (болг. Авиобаза Граф Игнатиево)[49]
- Авиабаза Чайка — Варна[50]
- Авиабаза Балчик[51]
- Авиабаза Каменец[52]
- Авиабаза Крумово — Родопи
- Авиабаза Безмер — Ямбол

## Техника и вооружение
| Изображение           | Тип                         | Производство    | Назначение                                | Количество                       | Примечания                                                                                            |
| Боевые самолёты       | Боевые самолёты             | Боевые самолёты | Боевые самолёты                           | Боевые самолёты                  | Боевые самолёты                                                                                       |
| --------------------- | --------------------------- | --------------- | ----------------------------------------- | -------------------------------- | --- |
|                       | МиГ-29 МиГ-29УБ             | СССР            | истребитель учебный истребитель           | 11 3                             | |
|                       | Су-25К Су-25УБК             | СССР            | штурмовик учебный штурмовик               | 5 1                              | Предположительно переданы Украине                                                                     |
|                       | МиГ-21бис МиГ-21УМ          | СССР            | истребитель учебный фронтовой истребитель | Некоторое количество на хранении | Сняты с вооружения в декабре 2015 года; 12 на хранении на авиабазе Граф Игнатиево. Проданы в Румынию. |
| Самолёты разведки     |                             |                 |                                           |                                  | |
|                       | Ан-30                       | СССР            | самолёт топографической разведки          | 1                                | |
| Транспортные самолёты |                             |                 |                                           |                                  | |
|                       | Alenia C-27J Spartan        | Италия          | транспортный самолёт                      | 3                                | 2 заказаны дополнительно                                                                              |
|                       | LET L-410UVP-E              | Чехословакия    | транспортный самолёт                      | 2                                | |
|                       | Ан-2Т                       | СССР            | транспортный самолёт                      | 1                                | |
|                       | Pilatus PC-12               | Швейцария       | транспортный самолёт                      | 1                                | |
|                       | Dassault Falcon 2000        | Франция         | транспортный самолёт                      | 1                                | |
|                       | Airbus A318                 | Франция         | транспортный самолёт                      | 1                                | |
| Учебные самолёты      |                             |                 |                                           |                                  | |
|                       | L-39ZA                      | Чехословакия    | учебно-боевой                             | 6                                | |
|                       | Pilatus PC-9M               | Швейцария       | учебно-тренировочный                      | 6                                | |
| Вертолёты             |                             |                 |                                           |                                  | |
|                       | Ми-24В Ми-24Д               | СССР            | транспортно-боевой вертолёт               | 6                                | Все Ми-24Д находятся в резерве                                                                        |
|                       | Ми-17                       | СССР            | многоцелевой вертолёт                     | 5                                | |
|                       | Eurocopter AS 532 AL        | Франция         | многоцелевой вертолёт                     | 12                               | |
|                       | Bell Helicopter Textron 206 | США             | многоцелевой вертолёт                     | 6                                | |
|                       | Eurocopter AS365N3+ Dauphin | Франция         | многоцелевой вертолёт                     | 1                                | Эксплуатируется ВМС Болгарии                                                                          |
|                       | Eurocopter AS565MB Panther  | Франция         | морскоймногоцелевой вертолёт              | 2                                | Эксплуатируется ВМС Болгарии                                                                          |
| Системы ПВО           |                             |                 |                                           |                                  | |
|                       | С-300ПМУ                    | СССР            | самоходный ЗРК большой дальности          | 8 ПУ (2 дивизиона)               | |
|                       | С-200                       | СССР            | ЗРК большой дальности                     | 12 ПУ (1 дивизион)               | |
|                       | Куб                         | СССР            | ЗРК малой дальности                       | Неизвестное количество           | |
|                       | С-125                       | СССР            | ЗРК малой дальности                       | Неизвестное количество           | |

## Опознавательные знаки
- Опознавательный знак ВВС Болгарии

### Эволюция опознавательных знаков ВВС Болгарии
| Опознавательный знак | Знак на фюзеляж | Знак на киль | Когда использовался            | Порядок нанесения |
| -------------------- | --------------- | ------------ | ------------------------------ | ----------------- |
| нет                  | нет             |              | 1912 — 1915                    |                   |
|                      |                 |              | 1915 — 1918                    |                   |
|                      |                 |              | 1937 — 1941                    |                   |
|                      |                 |              | 1941 — 1944                    |                   |
|                      |                 |              | 1944 — 1946                    |                   |
|                      |                 |              | 1946 — 1948                    |                   |
|                      |                 |              | 1948 — 1992                    |                   |
|                      |                 |              | с 1992 года по настоящее время |                   |

## Знаки различия

### Генералы и офицеры
| Категории               | Генералы      | Генералы          | Генералы          | Генералы         | Старшие офицеры | Старшие офицеры | Старшие офицеры | Младшие офицеры | Младшие офицеры   | Младшие офицеры | Младшие офицеры   |
| ----------------------- | ------------- | ----------------- | ----------------- | ---------------- | --------------- | --------------- | --------------- | --------------- | ----------------- | --------------- | ----------------- |
|                         |               |                   |                   |                  |                 |                 |                 |                 |                   |                 |                   |
| Болгарское звание       | Генерал       | Генерал-лейтенант | Генерал-майор     | Бригаден генерал | Полковник       | Подполковник    | Майор           | Капитан         | Старши лейтенант  | Лейтенант       | Младши лейтенант  |
| Российское соответствие | Генерал армии | Генерал-полковник | Генерал-лейтенант | Генерал-майор    | Полковник       | Подполковник    | Майор           | Капитан         | Старший лейтенант | Лейтенант       | Младший лейтенант |

### Младшие офицеры и солдаты
| Категории               | Прапорщики         | Сержанты | Сержанты        | Сержанты | Сержанты        | Солдаты  | Солдаты |
| ----------------------- | ------------------ | -------- | --------------- | -------- | --------------- | -------- | ------- |
|                         |                    |          |                 |          |                 |          |         |
| Болгарское звание       | Офицерски кандидат | Старшина | Старши сержант  | Сержант  | Младши сержант  | Ефрейтор | Редник  |
| Российское соответствие | Прапорщик          | Старшина | Старший сержант | Сержант  | Младший сержант | Ефрейтор | Рядовой |